# 阿曼达·韦尔
阿曼达·乔·韦尔（英語：Amanda Jo Weir，1986年3月11日—）生于艾奥瓦州达文波特，是一名美国女子游泳运动员，主攻短距离自由泳。阿曼达的父亲曾从事过篮球运动，母亲曾从事田径运动，弟弟凯勒布则同样是一名游泳选手。阿曼达在8岁时开始接触游泳，两三年后开始参加比赛，2003年首次参加国际主要赛事。2004年，她进入喬治亞大學就读，2006年，她转学至南加州大学，一年之后，她为了成为职业选手而提前离开大学。